# Graveron-Sémerville
Graveron-Sémerville és un municipi francès situat al departament de l'Eure i a la regió de Normandia. L'any 2007 tenia 292 habitants.

## Demografia

### Població
El 2007 la població de fet de Graveron-Sémerville era de 292 persones. Hi havia 112 famílies, de les quals 24 eren unipersonals (16 homes vivint sols i 8 dones vivint soles), 36 parelles sense fills, 44 parelles amb fills i 8 famílies monoparentals amb fills.
La població ha evolucionat segons el següent gràfic:
Habitants censats

### Habitatges
El 2007 hi havia 129 habitatges, 115 eren l'habitatge principal de la família, 12 eren segones residències i 3 estaven desocupats. 126 eren cases i 2 eren apartaments. Dels 115 habitatges principals, 91 estaven ocupats pels seus propietaris i 24 estaven llogats i ocupats pels llogaters; 1 tenia una cambra, 5 en tenien dues, 9 en tenien tres, 44 en tenien quatre i 56 en tenien cinc o més. 93 habitatges disposaven pel capbaix d'una plaça de pàrquing. A 36 habitatges hi havia un automòbil i a 76 n'hi havia dos o més.

### Piràmide de població
La piràmide de població per edats i sexe el 2009 era:
| Homes | Edats   | Dones |
| ----- | ------- | ----- |
| 0     | 95 o +  | 0     |
| 0     | 90 a 94 | 0     |
| 0     | 85 a 89 | 8     |
| 0     | 80 a 84 | 0     |
| 0     | 75 a 79 | 0     |
| 8     | 70 a 74 | 4     |
| 4     | 65 a 69 | 4     |
| 8     | 60 a 64 | 12    |
| 4     | 55 a 59 | 8     |
| 8     | 50 a 54 | 16    |
| 4     | 45 a 49 | 4     |
| 0     | 40 a 44 | 8     |
| 16    | 35 a 39 | 0     |
| 20    | 30 a 34 | 20    |
| 12    | 25 a 29 | 8     |
| 4     | 20 a 24 | 4     |
| 0     | 15 a 19 | 8     |
| 12    | 10 a 14 | 12    |
| 8     | 5 a 9   | 12    |
| 12    | 0 a 4   | 12    |

## Economia
El 2007 la població en edat de treballar era de 206 persones, 161 eren actives i 45 eren inactives. De les 161 persones actives 154 estaven ocupades (81 homes i 73 dones) i 7 estaven aturades (3 homes i 4 dones). De les 45 persones inactives 12 estaven jubilades, 19 estaven estudiant i 14 estaven classificades com a «altres inactius».

### Ingressos
El 2009 a Graveron-Sémerville hi havia 116 unitats fiscals que integraven 315 persones, la mediana anual d'ingressos fiscals per persona era de 21.630 €.

### Activitats econòmiques
Dels 2 establiments que hi havia el 2007, 1 era d'una empresa de comerç i reparació d'automòbils i 1 d'una empresa de transport.
L'any 2000 a Graveron-Sémerville hi havia 6 explotacions agrícoles.

## Equipaments sanitaris i escolars
El 2009 hi havia una escola elemental integrada dins d'un grup escolar amb les comunes properes formant una escola dispersa.

## Poblacions més properes
El següent diagrama mostra les poblacions més properes.